# مانويل رويث ثوريا
مانويل رويث ثوريا (بالإسبانية: Manuel Ruiz Zorrilla)‏ (22 مارس 1833 – 13 يونيو 1895) سياسي إسباني. واصبح رئيس وزراء إسبانيا ال 39 لمدة أكثر من 10 أسابيع صيف 1871 ومرة أخرى لثمان أشهر بين يونيو 1872 وفبراير 1873.

## السيرة الذاتية
ولد في بورغو دي أوسما وتعلم في بلد الوليد ودرس القانون في جامعة كمبلوتنسي بمدريد حيث اتجه نحو الراديكالية في السياسة. وانتخب نائبا في سنة 1856 وسرعان ماجذب انتباه التقدميين والديمقراطيين الأكثر تقدما.
شارك رويث ثوريا بالدعاية الثورية لمساعدة الجنرال خوان بريم في قيامه بثورة عسكرية في مدريد في 22 يونيو 1866 ولكنها قمعت، فهرب مع زملائه المتآمرين إلى فرنسا لمدة عامين حتى عاد إلى إسبانيا عند اندلاع ثورة 1868. وكان أحد أعضاء الحكومة الأولى بعد الثورة. ثم أصبح وزيرا للعدل والرخاء في وزارة الجنرال سيرانو سنة 1869. ثم انتخب رئيسا لمجلس النواب سنة 1870 وأيد خوان بريم في اعطاء التاج إلى أماديوس من سافوي. فذهب إلى إيطاليا رئيسا للجنة إلى فلورنسا وحاملا إلى الأمير أخبارا رسمية لانتخابه.
وبعد وصول الملك أماديو إلى إسبانيا أصبح ثوريا وزيرا للأشغال العامة لفترة بسيطة قبل أن يستقيل احتجاجا على دخول سيرانو وتوبيتي مستشارين للملك الجديد. وبعدها بستة أشهر في سنة 1871 دعاه الملك أماديو لتشكيل الوزارة، وظل مستشار الملك الرئيسي حتى فبراير 1873 عندما تنازل الملك عن التاج.
بعد رحيل أماديو دعا رويث ثوريا إلى إنشاء الجمهورية لكنه تلقى عدم المبالاة سواءا من الجمهوريين الاتحاديين خلال سنة 1873 أو من الجنرال سيرانو في 1874 للانضمام مع مارتوس وساغاستا في حكومته. وبعد عودة البوربون وحكم ألفونسو الثاني عشر مباشرة رحل رويث ثوريا مرة أخرى إلى فرنسا اوائل 1875.
أضحى ثوريا لقرابة 18 عاما روح المؤامرات الجمهورية والدعاية الثورية والملهم الرئيسي للمؤامرات التي يتضافر عليها الرجال العسكريين الساخطين من جميع الرتب. وقد سبب الكثير من المتاعب لحكومات مدريد بحيث رتبت مراقبة له بمساعدة الحكومة والشرطة الفرنسية، خاصة عندما اكتشف أنه رتب وجهز حركتين عسكريتين في أغسطس 1883 وأيلول 1886. ولكنه في العامين الأخيرين من حياته أصبح أقل نشاطا، ففقدان زوجته قد خفض طاقته وضعفت صحته فسمحت حكومة مدريد له بالعودة إلى إسبانيا قبل أشهر من وفاته في بورغوس بسبب آلام القلب.

## الماسونية
اشتهر عن رويث ثوريا أنه ماسوني، ثم أصبح السيد الأكبر في المحفل الإسباني الأكبر.